# Mantra Mahamrityunjaya
El Mantra Mahamrityunjaya (en sànscrit महामृत्युंजय मंत्र Mahāmṛtyuṃjaya Mantra "mantra de la conquesta de la gran mort"), també anomenat Mantra Maha Mrityunjaya o Mantra Tryambakam, és un mantra que prové d'un vers del Rigveda (7.59.12). El mantra està dedicat a Tryambaka "la divinitat de tres ulls", un dels epítets de Rudra, que més tard seria conegut com a Xiva.
Junt amb el mantra Gayatri és un dels mantres més coneguts de l'hinduisme.

## Text
- En devanagari:

ॐ त्र्यम्बकं यजामहे सुगन्धिं पुष्टिवर्धनम् ।
उर्वारुकमिव बन्धनान् मृत्योर्मुक्षीय मामृतात् ॥
- Transliteració en IAST:

aum tryambakaṃ yajāmahe sugandhiṃ puṣṭi-vardhanam
urvārukam iva bandhanān mṛtyor mukṣīya māmṛtāt
- Traducció catalana

Om! T'adorem, ésser de tres ulls, que nodreixes i augmentes la dolça plenitud de la vida.
Igual que el carbassó es desprèn de la tija, així siguem nosaltres alliberats, no de la immortalitat, sinó de la mort.